# Trasadingen
Trasadingen est une commune suisse du canton de Schaffhouse.

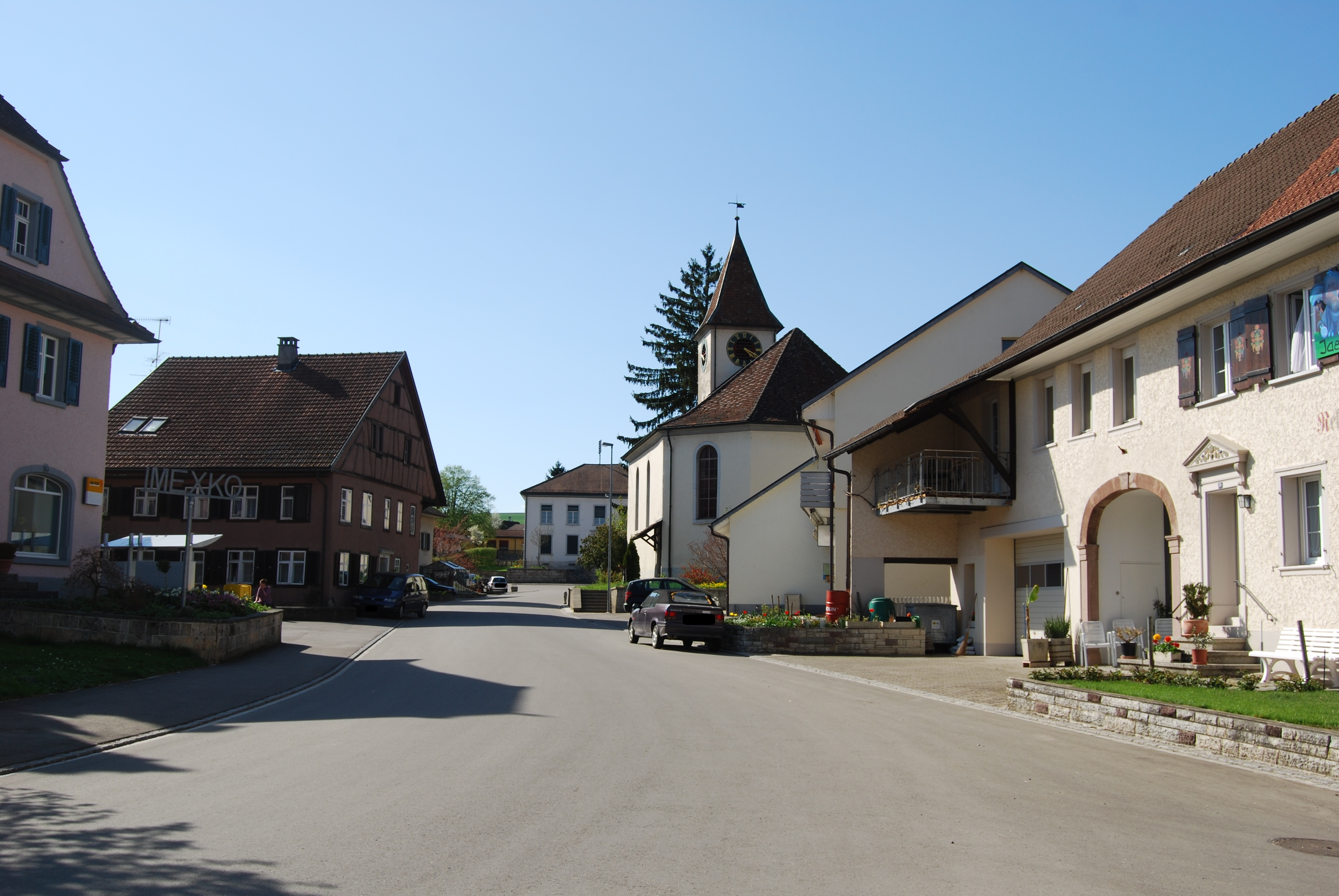
Trasadingen.

## Géographie

Vue aérienne de 400 m par Walter Mittelholzer (1919).

Selon l'Office fédéral de la statistique, Trasadingen mesure 4,13 km2.

## Démographie
Selon l'Office fédéral de la statistique, Trasadingen possède 574 habitants en 2008. Sa densité de population atteint 138 hab./km2.
Le graphique suivant résume l'évolution de la population de Trasadingen entre 1850 et 2008 :